# Neodiscocotyle carpioditis
Neodiscocotyle carpioditis är en plattmaskart. Neodiscocotyle carpioditis ingår i släktet Neodiscocotyle och familjen Discocotylidae. Inga underarter finns listade i Catalogue of Life.